# Kraken Mare
Kraken Mare är det största kända havet/kroppen av vätska på Saturnus måne Titan. Det upptäckes 2008 av rymdsonden Cassini och blev namngiven efter sjömonstret Kraken.

## Beskrivning
Kraken Mare är 400,000 km²och återfinns vid Titans nordpol. Maxdjupet uppskattas till minst 100 meter, kanske så mycket som 300 m. Havet består till största del av kolväten, uppskattningsvis 70% metan, 16% kväve och 14% etan. Temperaturen är -182 grader C.  I norra delen av havet finns ön Mayda Insula.
Det föreslagna uppdraget Titan Saturn System Mission var tänkt att använda Kraken Mare som alternativ landningsplats till havet Ligeia Mare.